# Marianne (1953)
Marianne är en svensk svartvit film från 1953 i regi av Egil Holmsen. I rollerna ses bland andra Margit Carlqvist, Gunnar Hellström och Eva Stiberg.
Filmen spelades in under maj och juni 1953 i Europafilms studio i Sundbyberg samt på Enskede högre allmänna läroverk, jazzkällaren Gazell Club i Gamla stan, Skeppsbron och Södermalm. Produktionsledare var Olle Brunæus, manusförfattare Olle Hellbom, fotograf Ingvar Borild och klippare Wic' Kjellin. Musiken komponerades av Harry Arnold. Filmen premiärvisades den 24 september 1953 på biograf Anglais i Stockholm. Den är 103 minuter lång och tillåten från 15 år.

## Rollista
- Margit Carlqvist – Marianne Ekman, gymnasist
- Gunnar Hellström – Birger Wessel, flickfotograf
- Eva Stiberg – Andelius, lektor i svenska
- Jan Malmsjö – Jojje, Mariannes klasskamrat
- Isa Quensel – Mariannes mor
- Olle Hilding – Erik Ekman, Mariannes far
- Olav Riégo – rektor
- Meg Westergren – Birgitta, Mariannes klasskamrat
- Börje Mellvig – John, Birgers vän
- Lissi Alandh – Elisabeth, narkoman
- Märta Dorff – Birgers mor
- Göran Lundquist – Lasse, Mariannes lillebror
- Catrin Westerlund	– Annika, Johns flickvän
- Ove Kant – Stickan, mekaniker, Birgittas pojkvän
- Yvonne Collin	– "Trollet"
- Torkel Hedenius-Eriksson – "Kurre", Trollets pojkvän
- Börje Nyberg – kemilärare
- Lars Burman – lärare i franska
- Verner Edberg – Bosse, Mariannes klasskamrat
- Barbro Hörberg – Barbro, Mariannes klasskamrat
- Håkan Serner – Mariannes klasskamrat
- Leif Hedberg – Jerka, Johns vän
- Sangrid Nerf – Birgers fotomodell
- Karl-Erik "Cacka" Israelsson	– klubbmästare och knarklangare
- Jan Bark – trombonist
- Carl-Gunnar "Pops" Lemcke – sopransaxofonist
- Sven-Åke Lindholm	– basviolonist
- Jan Tryggve – trumpetare
- Svante Thuresson – trummis
- Kerstin Tidelius – flickan på "Atomen"
- Paul Andersson – poet
- Arne Axelsson – "Skägget" på "Atomen"
- Åke Karlung – yogapraktikant
- Katarina Taikon – Mariannes klasskamrat
- Bengt Ekerot – Mariannes kavaljer
- Thore Johansson – pojke på "Atomen"
- Anita Magnusson – gäst på "Atomen"
- Rosa Taikon – flicka på "Atomen"
- Marianne Rosenlöf – flicka på "Atomen"
- Hans Dahlberg – Mariannes klasskamrat
- Barbro Ericson – Mariannes klasskamrat
- Gunnar Hedberg – Mariannes klasskamrat
- Bengt Martin – Mariannes klasskamrat
- Irène Masseglia – Mariannes klasskamrat
- Gunnel Sporr – Mariannes klasskamrat
- Else-Marie Sundin – Mariannes klasskamrat
- Olle Teimert – Mariannes klasskamrat
- Key Möllergren – flicka i ateljé
- Arne Åkermark	– onykter man
- Solveig Jäder	– ej identifierad roll

### Fotnoter
1. 1 2  ”Marianne”. Svensk Filmdatabas. http://sfi.se/sv/svensk-filmdatabas/Item/?itemid=4396&type=MOVIE&iv=Basic. Läst 24 mars 2013.